# Live from Dakota
Live from Dakota è un album dal vivo del gruppo rock gallese Stereophonics, pubblicato nel 2006.

## Tracce

### Disco 1
1. Superman – 5:02
2. Doorman – 4:01
3. A Thousand Trees – 3:26
4. Devil – 4:47
5. Mr. Writer – 5:32
6. Pedalpusher – 3:21
7. Deadhead – 3:17
8. Maybe Tomorrow – 4:25
9. The Bartender and the Thief – 3:49
10. Local Boy in the Photograph – 4:04

### Disco 2
1. Hurry Up and Wait – 5:13
2. Madame Helga – 3:51
3. Vegas Two Times – 3:54
4. Carrot Cake and Wine – 4:49
5. I'm Alright (You Gotta Go There to Come Back) – 5:11
6. Jayne – 4:09
7. Too Many Sandwiches – 6:31
8. Traffic – 5:08
9. Just Looking – 5:19
10. Dakota – 6:27

## Formazione
- Kelly Jones – voce, chitarra
- Richard Jones – basso
- Javier Weyler – batteria
- Tony Kirkham – tastiera (turnista)